# Manuel Briceño
Pour les articles homonymes, voir Briceño.
Briceño  Barreto est un nom espagnol. Le premier nom de famille, en général paternel, est Briceño ; le second, en général maternel, souvent omis, est Barreto.
Manuel Alberto Briceño Barreto (né le 9 novembre 1988) est un coureur cycliste vénézuélien.

## Palmarès sur piste

### Championnats panaméricains
- Aguascalientes 2014
  -  Médaillé d'argent de la course aux points
  -  Médaillé de bronze de la poursuite par équipes

### Jeux d'Amérique centrale et des Caraïbes
- Veracruz 2014
  -  Médaillé de bronze de la poursuite par équipes

### Championnats du Venezuela
- Valencia 2012
  -  Champion du Venezuela de poursuite par équipes (avec Isaac Yaguaro, Randall Figueroa et Richard Ochoa)
  -  Champion du Venezuela de l'omnium
- 2013
  -  Champion du Venezuela de l'américaine (avec Richard Ochoa)
- Valencia 2014
  -  Champion du Venezuela de poursuite par équipes (avec Víctor Moreno, Máximo Rojas et Randall Figueroa)
- Carabobo 2016
  -  Champion du Venezuela de l'omnium[1].

## Classements mondiaux
| Année            | 2012 |
| ---------------- | ---- |
| UCI America Tour | 326e |